# ダメダメのうた
「ダメダメのうた」は、LADY Qとテレビアニメ『クレヨンしんちゃん』の主人公である野原しんのすけ（矢島晶子）、同作の登場人物である野原みさえ（ならはしみき）の楽曲。2000年7月26日にキングレコードから発売された。

## 背景
表題曲の「ダメダメのうた」は、テレビ朝日系アニメ『クレヨンしんちゃん』のオープニングテーマとして、2000年6月2日 から2003年1月11日放送分まで使用された。使用期間は「オラはにんきもの」より長く、「キミに100パーセント」（きゃりーぱみゅぱみゅ）、「ユルユルでDE-O!」、「スーパースター」（ケツメイシ）に次いで4番目に長い。
映画のオープニングとしては『嵐を呼ぶ モーレツ!オトナ帝国の逆襲』（2001年） と『嵐を呼ぶ アッパレ!戦国大合戦』（2002年） に使われている。
カップリングの「今日はデート」は、同番組の10代目エンディングテーマとして、2000年4月14日 から2001年5月25日放送分まで使用された。

## 音楽性
表題曲の「ダメダメのうた」は、大人から「あれもダメ、これもダメ」と言われる理不尽さを子供の立場から歌ったもので、ライターの大山くまおは「『子どもに“いい子”でいてほしいのは大人の都合にすぎないんじゃないの？』という、しんのすけの鋭い指摘だ」と評している。

## 記録
2021年5月にテレビ朝日で放送された『お願い!ランキング』にて行われた好きな歴代『クレヨンしんちゃん』の主題歌をファンが投票する企画『みんなのアニソンBEST 〜クレヨンしんちゃん編〜』にて7位を獲得した。

## 収録曲
| #  | タイトル                                                                    | 作詞       | 作曲       | 編曲   |
| -- | --------------------------------------------------------------------------- | ---------- | ---------- | ------ |
| 1. | 「ダメダメのうた」(LADY Q & しんのすけ（矢島晶子）、みさえ（ならはしみき）) | LADY Q     | LADY Q     | 森俊也 |
| 2. | 「今日はデート」(かまぼこ)                                                  | けーちゃん | けーちゃん |        |
| 3. | 「魔法をかけてあげる」(ぐらむ)                                              | 坂田和子   | HULK       | HULK   |
| 4. | 「ダメダメのうた」(オリジナルカラオケ)                                      |            |            |        |
| 5. | 「今日はデート」(オリジナルカラオケ)                                        |            |            |        |
| 6. | 「魔法をかけてあげる」(オリジナルカラオケ)                                  |            |            |        |

## 収録アルバム
| 楽曲           | 収録アルバム                                                                     | 発売日         | 発売元                                   | 規格品番     | 備考                                               |
| -------------- | -------------------------------------------------------------------------------- | -------------- | ---------------------------------------- | ------------ | -------------------------------------------------- |
| ダメダメのうた | 『ザ・ミレニアム・オブ クレヨンしんちゃん ベスト・ヒット・シングル・ヒストリー』 | 2000年12月21日 | キングレコード                           | KICA-1243    | テレビ朝日系アニメ『クレヨンしんちゃん』の主題歌集 |
| ダメダメのうた | 『クレヨンしんちゃん スーパー・ベスト30曲入りだゾ』                              | 2003年2月21日  | コロムビアミュージックエンタテインメント | COCX-32115/6 | テレビ朝日系アニメ『クレヨンしんちゃん』の主題歌集 |
| ダメダメのうた | 『クレヨンしんちゃん TV・映画 主題歌集だゾ』                                     | 2009年1月21日  | コロムビアミュージックエンタテインメント | COCX-35371/2 | テレビ朝日系アニメ『クレヨンしんちゃん』の主題歌集 |
| ダメダメのうた | 『クレヨンしんちゃん主題歌CD 〜きかなきゃソン、ソン、そんぐfor you〜』           | 2013年7月31日  | 日本コロムビア                           | COCX-38134   | テレビ朝日系アニメ『クレヨンしんちゃん』の主題歌集 |
| ダメダメのうた | 『プリッと!こんぷりーと クレヨンしんちゃん30周年記念テーマソング集』             | 2022年11月30日 | 日本コロムビア                           | COCX-41902/5 | テレビ朝日系アニメ『クレヨンしんちゃん』の主題歌集 |

## タイアップ
| # | 楽曲名                 | タイアップ                                                                                    | 出典  |
| - | ---------------------- | --------------------------------------------------------------------------------------------- | ----- |
| 1 | 「ダメダメのうた」     | テレビ朝日系アニメ『クレヨンしんちゃん』オープニングテーマ                                    | [ 8 ] |
| 1 | 「ダメダメのうた」     | 東宝配給アニメ映画『クレヨンしんちゃん 嵐を呼ぶ モーレツ!オトナ帝国の逆襲』オープニングテーマ | [ 3 ] |
| 1 | 「ダメダメのうた」     | 東宝配給アニメ映画『クレヨンしんちゃん 嵐を呼ぶ アッパレ!戦国大合戦』オープニングテーマ       | [ 4 ] |
| 2 | 「今日はデート」       | テレビ朝日系アニメ『クレヨンしんちゃん』エンディングテーマ                                    | [ 1 ] |
| 3 | 「魔法をかけてあげる」 | テレビ朝日系アニメ『クレヨンしんちゃん』挿入歌                                                | [ 9 ] |